# Campionatul Național de Tineret la handbal feminin 2024-2025
Campionatul Național de Tineret la handbal feminin 2024-2025 a fost a doua ediție a Campionatului Național de Tineret la handbal feminin din România. Întrecerea este organizată anual de Federația Română de Handbal (FRH) începând din anul competițional 2023−2024 și se desfășoară cu două serii.

## Săli
Partidele s-au jucat în sălile de sport din orașele de reședință ale echipelor, în funcție de disponibilitatea acestora și de potențialul de spectatori al partidelor.
| Baia Mare                              | Bistrița                           | Brașov                                            | București                      |
| -------------------------------------- | ---------------------------------- | ------------------------------------------------- | ------------------------------ |
| Sala „Lascăr Pană” Capacitate: 2 060   | TeraPlast Arena Capacitate: 3 007  | Sala „Dumitru Popescu Colibași” Capacitate: 1 570 | Sala „Rapid” Capacitate: 1 500 |
| Buzău                                  | Craiova                            | Râmnicu Vâlcea                                    |                                |
| Sala „Romeo Iamandi” Capacitate: 1 868 | Sala Polivalentă Capacitate: 4 215 | Sala „Traian” Capacitate: 3 126                   |                                |
|                                        |                                    |                                                   |                                |

## Echipe participante
Campionatul Național de Tineret s-a desfășurat cu două serii de căte 8-9 echipe fiecare, împărțite pe criterii geografice, cu scopul de a limita deplasările lungi și a reduce astfel costurile. În ediția 2024−2025, componența celor două serii a fost:
| În seria A au concurat 8 echipe: - CS Minaur Baia Mare - CS Gloria 2018 Bistrița-Năsăud - CSM Corona Brașov - CS Măgura Cisnădie - CSM Iași 2020 - CNE Râmnicu Vâlcea - CSU de Vest Timișoara - HC Zalău | În seria B au concurat 9 echipe: - HC Dunărea Brăila - CSM București - CS Rapid București - SCM Gloria Buzău - CS Danubius Călărași - SCM Craiova - SCM Râmnicu Vâlcea - CSM Slatina - CSM Târgu Jiu |

## Regulament
Regulamentul de desfășurare a ediției 2024-25 a Campionatului Național de Tineret la handbal feminin a fost aprobat pe 28 iunie 2024, a intrat în vigoare pe 1 iulie 2024 și conține un calendar preliminar al partidelor, cu mențiunea că datele acestora se pot modifica cu acordul echipelor.

## Partide
Meciurile din sezonul regulat al ediției 2024-25 a Campionatului Național de Tineret la handbal feminin s-au jucat în sistem fiecare cu fiecare, cu tur, retur și turnee între două echipe din fiecare serie, iar programul acestora a fost alcătuit după Tabela Berger. La sfârșitul sezonului regulat a avut loc un turneu final, la care au luat parte echipele clasate pe primele patru locuri în fiecare din cele două serii ale Campionatul Național de Tineret.
Calendarul competițional preliminar s-a stabilit în ședința Consiliului de Administrație al FRH din 28 iunie 2024. Datele exacte de desfășurare a partidelor au fost publicate ulterior.

## Seria A

### Clasament
Clasament valabil pe 2 aprilie 2025.
|  | Echipe calificate în Final 8 |

| Poz. | Echipa                         | J  | V  | E | Î  | GM  | GP  | DG    | P  |
| ---- | ------------------------------ | -- | -- | - | -- | --- | --- | ----- | -- |
| 1    | CSM Corona Brașov              | 21 | 17 | 2 | 2  | 737 | 533 | + 204 | 53 |
| 2    | CS Gloria 2018 Bistrița-Năsăud | 21 | 16 | 1 | 4  | 724 | 475 | + 249 | 49 |
| 3    | CS Minaur Baia Mare            | 21 | 16 | 1 | 4  | 751 | 569 | + 182 | 49 |
| 4    | CSM Iași 2020                  | 21 | 9  | 1 | 11 | 577 | 552 | + 25  | 28 |
| 5    | HC Zalău1)                     | 21 | 10 | 1 | 10 | 563 | 517 | + 46  | 27 |
| 6    | CNE Râmnicu Vâlcea             | 21 | 7  | 1 | 13 | 648 | 644 | + 4   | 22 |
| 7    | CSU de Vest Timișoara          | 21 | 3  | 1 | 17 | 518 | 806 | – 288 | 10 |
| 8    | CS Măgura Cisnădie2)           | 21 | 2  | 0 | 19 | 391 | 813 | – 422 | 5  |

1) HC Zalău a fost penalizată cu câte un punct pentru nerespectarea cerințelor de vârstă în mai multe partide.
2) CS Măgura Cisnădie a fost penalizată cu un punct pentru nerespectarea cerințelor de vârstă.

### Rezultate în tur și retur
Date oficiale publicate de Federația Română de Handbal în tur și retur
|  | Rezultate în retur |

| Gazdă                          | MIN           | BIS           | COR           | MAG           | IAS           | CNE           | TIM           | HCZ           |
| ------------------------------ | ------------- | ------------- | ------------- | ------------- | ------------- | ------------- | ------------- | ------------- |
| CS Minaur Baia Mare            | –             | 29–31 (16–14) | 35–35 (19–23) | 49–21 (24–9)  | 28–24 (14–12) | 43–28 (23–10) | 54–20 (27–11) | 31–23 (12–10) |
| CS Gloria 2018 Bistrița-Năsăud | 29–25 (14–9)  | –             | 25–25 (14–15) | 51–9 (22–5)   | 32–24 (19–9)  | 31–23 (17–11) | 49–28 (24–13) | 35–16 (17–7)  |
| CSM Corona Brașov              | 40–33 (23–13) | 34–29 (21–14) | –             | 46–20 (24–9)  | 32–25 (17–12) | 43–30 (22–10) | 41–25 (20–10) | 34–32 (19–15) |
| CS Măgura Cisnădie             | 11–41 (5–22)  | 16–50 (5–23)  | 18–43 (8–22)  | –             | 24–39 (11–22) | 19–44 (10–24) | 31–30 (14–15) | 10–0          |
| CSM Iași 2020                  | 24–30 (7–15)  | 18–27 (10–9)  | 24–39 (9–19)  | 39–26 (23–12) | –             | 32–29 (15–11) | 32–23 (13–10) | 10–0          |
| CNE Râmnicu Vâlcea             | 34–44 (17–23) | 26–38 (13–16) | 28–31 (13–15) | 43–22 (22–11) | 31–31 (17–17) | –             | 45–21 (23–12) | 35–25 (17–8)  |
| CSU de Vest Timișoara          | 31–41 (15–20) | 15–42 (9–22)  | 26–45 (11–25) | 31–15 (16–8)  | 24–42 (10–23) | 31–27 (18–15) | –             | 21–21 (8–9)   |
| HC Zalău                       | 42–34 (18–10) | 31–29 (15–18) | 0–10          | 35–18 (18–5)  | 29–24 (11–11) | 23–34 (9–20)  | 55–16 (29–9)  | –             |

| Clasament valabil pe 19 noiembrie 2024, la finalul turului. \| Poz. \| Echipa \| J \| V \| E \| Î \| GM \| GP \| DG \| P \| \| ---- \| ------------------------------ \| - \| - \| - \| - \| --- \| --- \| ----- \| -- \| \| 1 \| CSM Corona Brașov \| 7 \| 6 \| 1 \| 0 \| 273 \| 186 \| + 87 \| 19 \| \| 2 \| CS Minaur Baia Mare \| 7 \| 5 \| 1 \| 1 \| 259 \| 170 \| + 89 \| 16 \| \| 3 \| CS Gloria 2018 Bistrița-Năsăud \| 7 \| 5 \| 0 \| 2 \| 242 \| 164 \| + 78 \| 15 \| \| 4 \| HC Zalău \| 7 \| 4 \| 0 \| 3 \| 230 \| 187 \| + 43 \| 12 \| \| 5 \| CNE Râmnicu Vâlcea \| 7 \| 3 \| 1 \| 3 \| 239 \| 220 \| + 19 \| 10 \| \| 6 \| CSM Iași 2020 \| 7 \| 2 \| 1 \| 4 \| 208 \| 211 \| – 3 \| 7 \| \| 7 \| CS Măgura Cisnădie1) \| 7 \| 1 \| 0 \| 6 \| 132 \| 283 \| – 151 \| 2 \| \| 8 \| CSU de Vest Timișoara \| 7 \| 0 \| 0 \| 7 \| 152 \| 314 \| – 162 \| 0 \| 1) CS Măgura Cisnădie a fost penalizată cu un punct pentru nerespectare cerințe vârstă. |                                |   |   |   |   |     |     |       |    |
| Poz. | Echipa                         | J | V | E | Î | GM  | GP  | DG    | P  |
| 1 | CSM Corona Brașov              | 7 | 6 | 1 | 0 | 273 | 186 | + 87  | 19 |
| 2 | CS Minaur Baia Mare            | 7 | 5 | 1 | 1 | 259 | 170 | + 89  | 16 |
| 3 | CS Gloria 2018 Bistrița-Năsăud | 7 | 5 | 0 | 2 | 242 | 164 | + 78  | 15 |
| 4 | HC Zalău                       | 7 | 4 | 0 | 3 | 230 | 187 | + 43  | 12 |
| 5 | CNE Râmnicu Vâlcea             | 7 | 3 | 1 | 3 | 239 | 220 | + 19  | 10 |
| 6 | CSM Iași 2020                  | 7 | 2 | 1 | 4 | 208 | 211 | – 3   | 7  |
| 7 | CS Măgura Cisnădie1)           | 7 | 1 | 0 | 6 | 132 | 283 | – 151 | 2  |
| 8 | CSU de Vest Timișoara          | 7 | 0 | 0 | 7 | 152 | 314 | – 162 | 0  |

### Rezultate la turneele I, II și III
Date oficiale publicate de Federația Română de Handbal
Turneul I s-a desfășurat în Sala de Sport a Școlii „Vasile Alecsandri” și Sala Sporturilor „Lascăr Pană” din Baia Mare.
Turneul II și turneul III s-au desfășurat în Sala Sporturilor „Gheorghe Tadici” din Zalău, în perioadele 18–19 ianuarie, respectiv 8–9 februarie 2025.
| Gazdă                          | MIN           | BIS           | COR           | MAG           | IAS           | CNE           | TIM           | HCZ           |
| ------------------------------ | ------------- | ------------- | ------------- | ------------- | ------------- | ------------- | ------------- | ------------- |
| CS Minaur Baia Mare            | –             |               | 34–32 (15–20) |               |               | 34–29 (19–12) | 42–19 (20–10) | 36–29 (18–13) |
| CS Gloria 2018 Bistrița-Năsăud | 23–24 (13–9)  | –             |               | 39–13 (16–4)  | 27–17 (12–9)  |               |               |               |
| CSM Corona Brașov              |               | 28–27 (11–14) | –             |               |               | 27–19 (14–13) |               |               |
| CS Măgura Cisnădie             | 18–34 (7–16)  |               | 22–43 (7–22)  | –             |               | 21–45 (12–27) | 21–29 (12–10) |               |
| CSM Iași 2020                  | 26–30 (14–19) |               | 24–30 (11–16) | 40–23 (22–10) | –             |               |               |               |
| CNE Râmnicu Vâlcea             |               | 26–38 (15–18) |               |               | 14–26 (5–18)  | –             |               | 22–38 (10–16) |
| CSU de Vest Timișoara          |               | 25–43 (13–19) | 29–52 (12–22) |               | 21–34 (8–22)  | 26–36 (13–19) | –             |               |
| HC Zalău                       |               | 23–29 (11–16) | 28–27 (14–15) | 42–13 (21–6)  | 33–22 (19–10) |               | 38–27 (21–12) | –             |

| Clasament valabil pe 22 decembrie 2024, la finalul turneului I. \| Poz. \| Echipa \| J \| V \| E \| Î \| GM \| GP \| DG \| P \| \| ---- \| ------------------------------ \| -- \| - \| - \| -- \| --- \| --- \| ----- \| -- \| \| 1 \| CSM Corona Brașov \| 10 \| 9 \| 1 \| 0 \| 373 \| 251 \| + 122 \| 28 \| \| 2 \| CS Minaur Baia Mare \| 10 \| 8 \| 1 \| 1 \| 371 \| 236 \| + 135 \| 25 \| \| 3 \| CS Gloria 2018 Bistrița-Năsăud \| 10 \| 8 \| 0 \| 2 \| 348 \| 226 \| + 122 \| 24 \| \| 4 \| HC Zalău \| 10 \| 5 \| 0 \| 5 \| 320 \| 279 \| + 41 \| 15 \| \| 5 \| CSM Iași 2020 \| 10 \| 4 \| 1 \| 5 \| 292 \| 276 \| + 16 \| 13 \| \| 6 \| CNE Râmnicu Vâlcea \| 10 \| 3 \| 1 \| 6 \| 298 \| 311 \| – 13 \| 10 \| \| 7 \| CS Măgura Cisnădie1) \| 10 \| 1 \| 0 \| 9 \| 185 \| 399 \| – 214 \| 2 \| \| 8 \| CSU de Vest Timișoara \| 10 \| 0 \| 0 \| 10 \| 219 \| 428 \| – 209 \| 0 \| 1) CS Măgura Cisnădie a fost penalizată cu un punct pentru nerespectare cerințe vârstă. |                                |    |   |   |    |     |     |       |    |
| Poz. | Echipa                         | J  | V | E | Î  | GM  | GP  | DG    | P  |
| 1 | CSM Corona Brașov              | 10 | 9 | 1 | 0  | 373 | 251 | + 122 | 28 |
| 2 | CS Minaur Baia Mare            | 10 | 8 | 1 | 1  | 371 | 236 | + 135 | 25 |
| 3 | CS Gloria 2018 Bistrița-Năsăud | 10 | 8 | 0 | 2  | 348 | 226 | + 122 | 24 |
| 4 | HC Zalău                       | 10 | 5 | 0 | 5  | 320 | 279 | + 41  | 15 |
| 5 | CSM Iași 2020                  | 10 | 4 | 1 | 5  | 292 | 276 | + 16  | 13 |
| 6 | CNE Râmnicu Vâlcea             | 10 | 3 | 1 | 6  | 298 | 311 | – 13  | 10 |
| 7 | CS Măgura Cisnădie1)           | 10 | 1 | 0 | 9  | 185 | 399 | – 214 | 2  |
| 8 | CSU de Vest Timișoara          | 10 | 0 | 0 | 10 | 219 | 428 | – 209 | 0  |

## Seria B

### Clasament
Clasament valabil pe 16 aprilie 2025.
|  | Echipe calificate în Final 8 |
|  | Echipă retrasă din campionat |

| Poz. | Echipa               | J  | V  | E | Î  | GM  | GP  | DG    | P    |
| ---- | -------------------- | -- | -- | - | -- | --- | --- | ----- | ---- |
| 1    | HC Dunărea Brăila    | 21 | 20 | 1 | 0  | 798 | 480 | + 318 | 61   |
| 2    | SCM Râmnicu Vâlcea   | 21 | 16 | 2 | 3  | 755 | 542 | + 213 | 50   |
| 3    | CSM București        | 21 | 15 | 1 | 5  | 850 | 587 | + 263 | 46   |
| 4    | CS Rapid București   | 21 | 13 | 0 | 8  | 773 | 628 | + 145 | 39   |
| 5    | CSM Slatina          | 21 | 7  | 1 | 13 | 665 | 762 | – 97  | 22   |
| 6    | CSM Târgu Jiu        | 21 | 7  | 0 | 14 | 514 | 671 | – 157 | 21   |
| 7    | CS Danubius Călărași | 21 | 3  | 0 | 18 | 605 | 917 | – 312 | 41)  |
| 8    | SCM Craiova          | 21 | 0  | 1 | 20 | 518 | 891 | – 373 | 02)  |
| 9    | SCM Gloria Buzău     | 10 | 5  | 0 | 5  | 358 | 366 | – 8   | 153) |

1) CS Danubius Călărași a fost penalizată cu câte un punct pentru nerespectarea cerințelor de vârstă în mai multe partide și cu 3 puncte pentru prezența „a mai puțin de 5 jucători la teren”.
2) SCM Craiova a fost penalizată cu 1 punct pentru nerespectarea cerințelor de vârstă.
3) Pe 9 ianuarie 2025, conducerea clubului SCM Gloria Buzău a anunțat retragerea echipei din campionatul feminin de tineret. Conform comunicatului postat pe site-ul oficial al clubului din Buzău, „decizia de retragere [...] a fost luată datorită restrângerilor cauzate de măsurile fiscal bugetare aprobate prin acte normative în vigoare, ce au condus la imposibilitatea alocării resurselor financiare necesare continuării activității”. Analizând situația, Comisia Centrală de Competiții a FRH a decis, în ședința din 14 ianuarie, să anuleze „toate rezultatele obținute de către echipa S.C.M. GLORIA BUZĂU în sezonul competițional 2024/2025 din Campionatului Național de Tineret - feminin, deoarece a participat la mai puțin de 50%+1 din numărul de jocuri programate, conform Art. 34.1 alineatul 1 din R.O.D.C.N.H.” Suplimentar, clubul din Buzău a fost amendat cu o „penalitate pecuniară în cuantum de 25.000 (două zeci și cinci de mii) lei”.

### Rezultate în tur și retur
Date oficiale publicate de Federația Română de Handbal în tur și retur
|  | Rezultate în retur                                               |
|  | Rezultate anulate după retragerea SCM Gloria Buzău din campionat |

| Gazdă                | DUN           | CBU           | RBU           | BUZ           | DCL           | CRA           | SRV           | SLA           | CTJ           |
| -------------------- | ------------- | ------------- | ------------- | ------------- | ------------- | ------------- | ------------- | ------------- | ------------- |
| HC Dunărea Brăila    | –             | 34–30 (21–14) | 30–25 (13–13) | 42–31 (21–13) | 42–18 (21–9)  | 44–11 (24–4)  | 40–23 (18–8)  | 50–24 (25–12) | 43–22 (27–9)  |
| CSM București        | 24–27 (12–14) | –             | 45–30 (19–14) | –             | 61–20 (35–11) | 48–22 (25–13) | 28–28 (16–13) | 40–27 (17–13) | 51–26 (23–12) |
| CS Rapid București   | 27–29 (13–17) | 36–38 (17–16) | –             | 41–36 (18–17) | 44–27 (22–13) | 62–28 (28–13) | 28–24 (15–9)  | 49–30 (26–14) | 33–23 (16–16) |
| SCM Gloria Buzău     | –             | 25–37 (10–17) | –             | –             | 49–36 (23–19) | 35–24 (17–6)  | –             | 39–35 (20–16) | –             |
| CS Danubius Călărași | 18–42 (9–21)  | 29–55 (15–25) | 35–52 (17–29) | –             | –             | 38–28 (17–14) | 30–47 (17–25) | 28–39 (12–14) | 0–10          |
| SCM Craiova          | 15–39 (5–17)  | 22–45 (7–20)  | 29–43 (15–23) | –             | 34–35 (20–18) | –             | 25–51 (12–20) | 27–44 (10–19) | 30–37 (11–18) |
| SCM Râmnicu Vâlcea   | 23–23 (12–12) | 31–27 (13–10) | 35–29 (17–13) | 44–33 (21–18) | 57–28 (27–11) | 40–25 (23–13) | –             | 36–33 (18–15) | 46–16 (25–8)  |
| CSM Slatina          | 28–44 (12–21) | 25–36 (12–16) | 31–43 (16–22) | –             | 52–38 (22–19) | 36–21 (14–7)  | 22–43 (9–20)  | –             | 23–20 (13–8)  |
| CSM Târgu Jiu        | 19–39 (6–20)  | 25–34 (12–19) | 22–28 (13–14) | 33–39 (16–22) | 33–31 (18–18) | 43–29 (20–14) | 17–33 (5–13)  | 35–28 (19–13) | –             |

| Clasament valabil pe 14 decembrie 2024, la finalul turului. \| Poz. \| Echipa \| J \| V \| E \| Î \| GM \| GP \| DG \| P \| \| ---- \| -------------------- \| - \| - \| - \| - \| --- \| --- \| ----- \| -- \| \| 1 \| HC Dunărea Brăila \| 8 \| 7 \| 1 \| 0 \| 292 \| 179 \| + 113 \| 22 \| \| 2 \| SCM Râmnicu Vâlcea \| 8 \| 6 \| 2 \| 0 \| 317 \| 206 \| + 111 \| 20 \| \| 3 \| CSM București \| 8 \| 6 \| 1 \| 1 \| 321 \| 212 \| + 109 \| 19 \| \| 4 \| CS Rapid București \| 8 \| 5 \| 0 \| 3 \| 302 \| 252 \| + 50 \| 15 \| \| 5 \| SCM Gloria Buzău \| 8 \| 4 \| 0 \| 4 \| 287 \| 292 \| – 5 \| 12 \| \| 6 \| CSM Slatina \| 8 \| 3 \| 0 \| 5 \| 234 \| 286 \| – 52 \| 9 \| \| 7 \| CSM Târgu Jiu \| 8 \| 2 \| 0 \| 6 \| 206 \| 287 \| – 81 \| 6 \| \| 8 \| CS Danubius Călărași \| 8 \| 1 \| 0 \| 7 \| 237 \| 337 \| – 100 \| 3 \| \| 9 \| SCM Craiova \| 8 \| 0 \| 0 \| 8 \| 193 \| 343 \| – 150 \| 0 \| |                      |   |   |   |   |     |     |       |    |
| Poz. | Echipa               | J | V | E | Î | GM  | GP  | DG    | P  |
| 1 | HC Dunărea Brăila    | 8 | 7 | 1 | 0 | 292 | 179 | + 113 | 22 |
| 2 | SCM Râmnicu Vâlcea   | 8 | 6 | 2 | 0 | 317 | 206 | + 111 | 20 |
| 3 | CSM București        | 8 | 6 | 1 | 1 | 321 | 212 | + 109 | 19 |
| 4 | CS Rapid București   | 8 | 5 | 0 | 3 | 302 | 252 | + 50  | 15 |
| 5 | SCM Gloria Buzău     | 8 | 4 | 0 | 4 | 287 | 292 | – 5   | 12 |
| 6 | CSM Slatina          | 8 | 3 | 0 | 5 | 234 | 286 | – 52  | 9  |
| 7 | CSM Târgu Jiu        | 8 | 2 | 0 | 6 | 206 | 287 | – 81  | 6  |
| 8 | CS Danubius Călărași | 8 | 1 | 0 | 7 | 237 | 337 | – 100 | 3  |
| 9 | SCM Craiova          | 8 | 0 | 0 | 8 | 193 | 343 | – 150 | 0  |

### Rezultate la turneele I, II și III
Date oficiale publicate de Federația Română de Handbal
Turneul I s-a desfășurat în Sala de Sport a Colegiului „Energetic” și Sala Sporturilor „Traian” din Râmnicu Vâlcea.
Turneul II s-a desfășurat în Sala Polivalentă „Danubius” din Brăila, pe 17, 18 și 19 ianuarie 2025.
Turneul III s-a desfășurat în Sala Sportului „Ion Constantinescu” din Craiova, pe 8 februarie 2025.
|  | Rezultate anulate după retragerea SCM Gloria Buzău din campionat |

| Gazdă                | DUN           | CBU           | RBU           | BUZ           | DCL           | CRA           | SRV           | SLA           | CTJ           |
| -------------------- | ------------- | ------------- | ------------- | ------------- | ------------- | ------------- | ------------- | ------------- | ------------- |
| HC Dunărea Brăila    | –             |               | 33–22 (15–12) |               | 54–29 (26–13) |               | 24–17 (13–9)  | 39–25 (20–11) |               |
| CSM București        | 26–28 (16–14) | –             | 42–37 (17–16) |               |               |               | 26–32 (15–17) |               | 30–20 (12–10) |
| CS Rapid București   |               |               | –             | 41–31 (23–13) | 40–28 (18–15) | 49–25 (25–14) |               | 41–23 (21–11) |               |
| SCM Gloria Buzău     |               | 40–33 (18–14) |               | –             |               |               |               |               |               |
| CS Danubius Călărași | 35–57 (23–32) | 29–74 (15–41) |               |               | –             | 40–23 (17–8)  | 26–40 (20–23) | 31–42 (17–17) |               |
| SCM Craiova          | 17–39 (9–16)  | 21–49 (8–27)  |               |               |               | –             | 24–44 (9–20)  |               | 27–30 (12–12) |
| SCM Râmnicu Vâlcea   |               |               | 35–26 (16–14) |               |               |               | –             |               | 34–18 (22–11) |
| CSM Slatina          |               | 38–41 (18–23) |               |               |               | 35–35 (18–16) | 27–36 (15–18) | –             | 33–29 (15–13) |
| CSM Târgu Jiu        | 20–40 (6–23)  |               | 16–29 (8–11)  |               | 33–30 (19–18) |               |               |               | –             |

| Clasament valabil pe 22 decembrie 2024, la finalul turneului I. \| Poz. \| Echipa \| J \| V \| E \| Î \| GM \| GP \| DG \| P \| \| ---- \| -------------------- \| -- \| -- \| - \| -- \| --- \| --- \| ----- \| -- \| \| 1 \| HC Dunărea Brăila \| 11 \| 10 \| 1 \| 0 \| 425 \| 253 \| + 172 \| 31 \| \| 2 \| SCM Râmnicu Vâlcea \| 11 \| 9 \| 2 \| 0 \| 428 \| 282 \| + 146 \| 29 \| \| 3 \| CS Rapid București \| 11 \| 7 \| 0 \| 4 \| 415 \| 347 \| + 68 \| 21 \| \| 4 \| CSM București \| 10 \| 6 \| 1 \| 3 \| 380 \| 284 \| + 96 \| 19 \| \| 5 \| SCM Gloria Buzău \| 10 \| 5 \| 0 \| 5 \| 358 \| 366 \| – 8 \| 15 \| \| 6 \| CSM Slatina \| 10 \| 4 \| 0 \| 6 \| 292 \| 354 \| – 62 \| 12 \| \| 7 \| CSM Târgu Jiu \| 11 \| 3 \| 0 \| 8 \| 285 \| 387 \| – 102 \| 9 \| \| 8 \| CS Danubius Călărași \| 11 \| 2 \| 0 \| 9 \| 334 \| 454 \| – 120 \| 6 \| \| 9 \| SCM Craiova \| 11 \| 0 \| 0 \| 11 \| 267 \| 457 \| – 190 \| 0 \| |                      |    |    |   |    |     |     |       |    |
| Poz. | Echipa               | J  | V  | E | Î  | GM  | GP  | DG    | P  |
| 1 | HC Dunărea Brăila    | 11 | 10 | 1 | 0  | 425 | 253 | + 172 | 31 |
| 2 | SCM Râmnicu Vâlcea   | 11 | 9  | 2 | 0  | 428 | 282 | + 146 | 29 |
| 3 | CS Rapid București   | 11 | 7  | 0 | 4  | 415 | 347 | + 68  | 21 |
| 4 | CSM București        | 10 | 6  | 1 | 3  | 380 | 284 | + 96  | 19 |
| 5 | SCM Gloria Buzău     | 10 | 5  | 0 | 5  | 358 | 366 | – 8   | 15 |
| 6 | CSM Slatina          | 10 | 4  | 0 | 6  | 292 | 354 | – 62  | 12 |
| 7 | CSM Târgu Jiu        | 11 | 3  | 0 | 8  | 285 | 387 | – 102 | 9  |
| 8 | CS Danubius Călărași | 11 | 2  | 0 | 9  | 334 | 454 | – 120 | 6  |
| 9 | SCM Craiova          | 11 | 0  | 0 | 11 | 267 | 457 | – 190 | 0  |

## Final 8
În Final 8 s-au calificat echipele clasate pe primele patru locuri în fiecare din cele două serii. Turneul s-a desfășurat în Sala Sporturilor „Dumitru Popescu Colibași” din Brașov, între 25 și 27 aprilie 2025, și a fost câștigat de HC Dunărea Brăila.

### Sferturile de finală
| 25 aprilie 2025 YouTube Corona Brașov10:30 | CS Gloria 2018 Bistrița-Năsăud | 29 – 38 | CSM București | Sala „Dumitru Popescu Colibași”, Brașov Asistență: 200 Arbitri: Murariu, Paraschiv |
| 25 aprilie 2025 YouTube Corona Brașov10:30 | Kibédi 7                       | (19–19) | Lăcusteanu 11 | Sala „Dumitru Popescu Colibași”, Brașov Asistență: 200 Arbitri: Murariu, Paraschiv |
| 25 aprilie 2025 YouTube Corona Brașov10:30 | 3×                             | Cronica | 3× 1×         | Sala „Dumitru Popescu Colibași”, Brașov Asistență: 200 Arbitri: Murariu, Paraschiv |

| 25 aprilie 2025 YouTube Corona Brașov14:30 | SCM Râmnicu Vâlcea | 28 – 26 | CS Minaur Baia Mare | Sala „Dumitru Popescu Colibași”, Brașov Asistență: 40 Arbitri: Badea, Sándor |
| 25 aprilie 2025 YouTube Corona Brașov14:30 | Bălan 10           | (17–12) | Lazea 6             | Sala „Dumitru Popescu Colibași”, Brașov Asistență: 40 Arbitri: Badea, Sándor |
| 25 aprilie 2025 YouTube Corona Brașov14:30 | 4×                 | Cronica | 1×                  | Sala „Dumitru Popescu Colibași”, Brașov Asistență: 40 Arbitri: Badea, Sándor |

| 25 aprilie 2025 YouTube Corona Brașov17:00 | CSM Corona Brașov | 35 – 30 | CS Rapid București | Sala „Dumitru Popescu Colibași”, Brașov Asistență: 100 Arbitri: Bălan, Savin |
| 25 aprilie 2025 YouTube Corona Brașov17:00 | Lache 9           | (15–15) | Gheorghe 10        | Sala „Dumitru Popescu Colibași”, Brașov Asistență: 100 Arbitri: Bălan, Savin |
| 25 aprilie 2025 YouTube Corona Brașov17:00 | 2× 1×             | Cronica | 9× 1× 1×           | Sala „Dumitru Popescu Colibași”, Brașov Asistență: 100 Arbitri: Bălan, Savin |

| 25 aprilie 2025 YouTube Corona Brașov19:00 | HC Dunărea Brăila | 27 – 15 | CSM Iași 2020 | Sala „Dumitru Popescu Colibași”, Brașov Asistență: 100 Arbitri: Dudău, Dudău |
| 25 aprilie 2025 YouTube Corona Brașov19:00 | Coteț, Pop 6      | (15–4)  | Dincă 5       | Sala „Dumitru Popescu Colibași”, Brașov Asistență: 100 Arbitri: Dudău, Dudău |
| 25 aprilie 2025 YouTube Corona Brașov19:00 | 3×                | Cronica | 5×            | Sala „Dumitru Popescu Colibași”, Brașov Asistență: 100 Arbitri: Dudău, Dudău |

### Semifinalele pentru locurile 5-8
| 26 aprilie 2025 YouTube Corona Brașov11:00 | CS Gloria 2018 Bistrița-Năsăud | 32 – 26 | CSM Iași 2020 | Sala „Dumitru Popescu Colibași”, Brașov Asistență: 100 Arbitri: Badea, Sándor |
| 26 aprilie 2025 YouTube Corona Brașov11:00 | Crăciun 10                     | (17–13) | Dincă 10      | Sala „Dumitru Popescu Colibași”, Brașov Asistență: 100 Arbitri: Badea, Sándor |
| 26 aprilie 2025 YouTube Corona Brașov11:00 | 4×                             | Cronica | 4×            | Sala „Dumitru Popescu Colibași”, Brașov Asistență: 100 Arbitri: Badea, Sándor |

| 26 aprilie 2025 YouTube Corona Brașov13:30 | CS Minaur Baia Mare | 28 – 32 | CS Rapid București | Sala „Dumitru Popescu Colibași”, Brașov Asistență: 150 Arbitri: Dudău, Dudău |
| 26 aprilie 2025 YouTube Corona Brașov13:30 | Romaniuc 8          | (13–20) | Gheorghe 9         | Sala „Dumitru Popescu Colibași”, Brașov Asistență: 150 Arbitri: Dudău, Dudău |
| 26 aprilie 2025 YouTube Corona Brașov13:30 | 1×                  | Cronica | 4× 1×              | Sala „Dumitru Popescu Colibași”, Brașov Asistență: 150 Arbitri: Dudău, Dudău |

### Semifinalele
| 26 aprilie 2025 YouTube Corona Brașov16:00 | CSM București             | 36 – 37 (Prel.) | HC Dunărea Brăila | Sala „Dumitru Popescu Colibași”, Brașov Asistență: 50 Arbitri: Bălan, Savin |
| 26 aprilie 2025 YouTube Corona Brașov16:00 | Voicu 7                   | (13–14)         | Iordache 13       | Sala „Dumitru Popescu Colibași”, Brașov Asistență: 50 Arbitri: Bălan, Savin |
| 26 aprilie 2025 YouTube Corona Brașov16:00 | 6× 1×                     | Cronica         | 4× 1×             | Sala „Dumitru Popescu Colibași”, Brașov Asistență: 50 Arbitri: Bălan, Savin |
| 26 aprilie 2025 YouTube Corona Brașov16:00 | FT: 27–27 Prel.: 5–5, 4–5 |                 |                   | Sala „Dumitru Popescu Colibași”, Brașov Asistență: 50 Arbitri: Bălan, Savin |

| 26 aprilie 2025 YouTube Corona Brașov18:30 | SCM Râmnicu Vâlcea | 27 – 26 | CSM Corona Brașov | Sala „Dumitru Popescu Colibași”, Brașov Arbitri: Murariu, Paraschiv |
| 26 aprilie 2025 YouTube Corona Brașov18:30 | Grigore 9          | (14–14) | Șerban 8          | Sala „Dumitru Popescu Colibași”, Brașov Arbitri: Murariu, Paraschiv |
| 26 aprilie 2025 YouTube Corona Brașov18:30 | 6×                 | Cronica | 4× 1×             | Sala „Dumitru Popescu Colibași”, Brașov Arbitri: Murariu, Paraschiv |

### Meciul pentru locurile 7-8
| 27 aprilie 2025 YouTube Corona Brașov11:00 | CSM Iași 2020 | 31 – 37 | CS Minaur Baia Mare | Sala „Dumitru Popescu Colibași”, Brașov Asistență: 100 Arbitri: Dudău, Dudău |
| 27 aprilie 2025 YouTube Corona Brașov11:00 | Dincă 10      | (16–22) | Brîndușa 9          | Sala „Dumitru Popescu Colibași”, Brașov Asistență: 100 Arbitri: Dudău, Dudău |
| 27 aprilie 2025 YouTube Corona Brașov11:00 | 6× 1×         | Cronica | 2×                  | Sala „Dumitru Popescu Colibași”, Brașov Asistență: 100 Arbitri: Dudău, Dudău |

### Meciul pentru locurile 5-6
| 27 aprilie 2025 YouTube Corona Brașov13:30 | CS Gloria 2018 Bistrița-Năsăud | 29 – 30 | CS Rapid București | Sala „Dumitru Popescu Colibași”, Brașov Asistență: Badea, Sándor Arbitri: 100 |
| 27 aprilie 2025 YouTube Corona Brașov13:30 | Șeulean 10                     | (12–14) | Bodijar 8          | Sala „Dumitru Popescu Colibași”, Brașov Asistență: Badea, Sándor Arbitri: 100 |
| 27 aprilie 2025 YouTube Corona Brașov13:30 | 3× 1×                          | Cronica | 2× 1× 1×           | Sala „Dumitru Popescu Colibași”, Brașov Asistență: Badea, Sándor Arbitri: 100 |

### Finala mică
| 27 aprilie 2025 YouTube Corona Brașov16:00 | CSM București       | 38 – 29 | CSM Corona Brașov     | Sala „Dumitru Popescu Colibași”, Brașov Asistență: 100 Arbitri: Bălan, Savin |
| 27 aprilie 2025 YouTube Corona Brașov16:00 | Ciubotaru, Neagoe 7 | (19–16) | Brașoveanu, Iliescu 5 | Sala „Dumitru Popescu Colibași”, Brașov Asistență: 100 Arbitri: Bălan, Savin |
| 27 aprilie 2025 YouTube Corona Brașov16:00 | 5× 1×               | Cronica | 1×                    | Sala „Dumitru Popescu Colibași”, Brașov Asistență: 100 Arbitri: Bălan, Savin |

### Finala
| 27 aprilie 2025 YouTube Corona Brașov17:30 | HC Dunărea Brăila | 30 – 20 | SCM Râmnicu Vâlcea | Sala „Dumitru Popescu Colibași”, Brașov Asistență: 200 Arbitri: Murariu, Paraschive |
| 27 aprilie 2025 YouTube Corona Brașov17:30 | Iordache 6        | (15–9)  | Bujor 7            | Sala „Dumitru Popescu Colibași”, Brașov Asistență: 200 Arbitri: Murariu, Paraschive |
| 27 aprilie 2025 YouTube Corona Brașov17:30 | 3× 2× 1×          | Cronica | 3× 1×              | Sala „Dumitru Popescu Colibași”, Brașov Asistență: 200 Arbitri: Murariu, Paraschive |

### Clasamentul final
| Loc | Echipă                         |
| --- | ------------------------------ |
| 1   | HC Dunărea Brăila              |
| 2   | SCM Râmnicu Vâlcea             |
| 3   | CSM București                  |
| 4   | CSM Corona Brașov              |
| 5   | CS Rapid București             |
| 6   | CS Gloria 2018 Bistrița-Năsăud |
| 7   | CSM Iași 2020                  |
| 8   | CS Minaur Baia Mare            |

## Clasamentul marcatoarelor
| Poz. | Nume                    | Echipă              | Goluri |
| ---- | ----------------------- | ------------------- | ------ |
| 1    | Maria Cismariu (ROU)    | SCM Craiova         | 160    |
| 2    | Enryka Bodijar (ROU)    | CS Rapid București  | 159    |
| 3    | Alexandra Bălan (ROU)   | SCM Râmnicu Vâlcea  | 157    |
| 4    | Alexia Gherghe (ROU)    | HC Zalău            | 150    |
| 5    | Gabriela Istratie (ROU) | CSM Slatina         | 148    |
| 6    | Patricia Ghețu (ROU)    | SCM Craiova         | 132    |
| 7    | Ana Maria Șerban (ROU)  | CSM Corona Brașov   | 123    |
| 8    | Andreea Mici (ROU)      | HC Dunărea Brăila   | 120    |
| 8    | Katia Șupială (ROU)     | CSM București       | 120    |
| 10   | Daria Berezan (ROU)     | CSM Iași 2020       | 118    |
| 10   | Sorina Brîndușa (ROU)   | CS Minaur Baia Mare | 118    |

| Poz. | Nume                   | Echipă                         | Goluri |
| ---- | ---------------------- | ------------------------------ | ------ |
| 1    | Diana Dincă (ROU)      | CSM Iași 2020                  | 25     |
| 2    | Enryka Bodijar (ROU)   | CS Rapid București             | 22     |
| 3    | Roberta Gheorghe (ROU) | CS Rapid București             | 21     |
| 4    | Adelina Iordache (ROU) | HC Dunărea Brăila              | 20     |
| 4    | Eliza Lăcusteanu (ROU) | CSM București                  | 20     |
| 6    | Diana Șeulean (ROU)    | CS Gloria 2018 Bistrița-Năsăud | 19     |
| 6    | Denisa Lache (ROU)     | CSM Corona Brașov              | 19     |
| 8    | Alexandra Bălan (ROU)  | SCM Râmnicu Vâlcea             | 18     |
| 8    | Iuliana Crăciun (ROU)  | CS Gloria 2018 Bistrița-Năsăud | 18     |
| 8    | Denisa Romaniuc (ROU)  | CS Minaur Baia Mare            | 18     |
| 8    | Ana Maria Șerban (ROU) | CSM Corona Brașov              | 18     |